# Scott Lobdell
Scott Lobdell (nascido em 1963) é um escritor HQ's. Ele é conhecido principalmente por seu trabalho ao longo da década de 1990 com títulos relacionados especificamente aos X-Men, o título principal, é a série spin-off que ele criou com Chris Bachalo, Geração X. Seu trabalho rendeu-lhe bom reconhecimento na indústria de banda desenhada, incluindo uma nomeação para o Comics Buyer's Guide na categoria "escritor favorito" em 1997.